# Evangelische Kirche von Westfalen
Die Evangelische Kirche von Westfalen (EKvW) ist eine von 20 Gliedkirchen (Landeskirchen) der Evangelischen Kirche in Deutschland (EKD). Wie alle Landeskirchen ist sie eine Körperschaft des öffentlichen Rechts. Sie hat ihren Sitz in Bielefeld. Die Evangelische Kirche von Westfalen hat knapp 2 Millionen Gemeindemitglieder (Stand: Dezember 2023) und ist eine der unierten Kirchen innerhalb der EKD. Sie ist auch eine Gliedkirche der Union Evangelischer Kirchen und Mitglied der Gemeinschaft Evangelischer Kirchen in Europa.
Die Landeskirche unterhält eine Tagungsstätte mit Sitz im Haus Villigst in Schwerte sowie eine Hochschule für Kirchenmusik in Herford und Witten.

## Gebiet
Das Gebiet umfasst im Wesentlichen die bis 1946 bestehende ehemalige preußische Provinz Westfalen. Nach der Auflösung des Staates Preußen nach dem Zweiten Weltkrieg wurde das Gebiet Bestandteil des neuen Landes Nordrhein-Westfalen und umfasst heute den Landesteil Westfalen, also die Regierungsbezirke Arnsberg, Detmold (ohne den Kreis Lippe) und Münster. Es gibt kleinere Abweichungen des Gebiets der Landeskirche, bedingt meist durch Grenzänderungen zwischen dem Rheinland und Westfalen. 
- Die rheinland-pfälzischen Gemeinden Mudersbach und Brachbach gehören zur Emmaus-Kirchengemeinde im westfälischen Kirchenkreis Siegen-Wittgenstein;
- der Neunkirchener Ortsteil Struthütten gehört zum rheinischen Kirchenkreis Altenkirchen;
- die Dorstener Stadtteile Hardt und Östrich im Kreis Recklinghausen gehören zur Kirchengemeinde Gahlen im rheinischen Kirchenkreis Dinslaken;
- der südlich der Issel gelegene Teil der Stadt Isselburg im Kreis Borken gehört zum rheinischen Kirchenkreis Wesel;
- der Velberter Stadtteil Nierenhof (Kreis Mettmann) gehört zum westfälischen Kirchenkreis Hattingen-Witten;
- Stemshorn im Landkreis Diepholz gehört zur Kirchengemeinde Dielingen im westfälischen Kirchenkreis Lübbecke;
- der Bad Essener Stadtteil Büscherheide (Landkreis Osnabrück) gehört zur Ev.-Luth. Kirchengemeinde Börninghausen im westfälischen Kirchenkreis Lübbecke;
- der Ortsteil Frille der Stadt Petershagen, ursprünglich zwischen Westfalen und der Grafschaft Schaumburg-Lippe zweigeteilt, gehört vollständig zur Evangelisch-Lutherischen Landeskirche Schaumburg-Lippe;
- die Stadt Hallenberg im Hochsauerlandkreis gehört zur Kirchengemeinde Bromskirchen in der Evangelischen Kirche in Hessen und Nassau.

Der Kreis Lippe umfasst im Wesentlichen das Gebiet des ehemaligen Landes Lippe und gehört – abgesehen von wenigen Ausnahmen, wie der Stadt Lügde, einer westfälischen Exklave – nicht zur westfälischen Kirche, sondern zur eigenständigen Lippischen Landeskirche.

## Geschichte
Das Gebiet der heutigen Evangelischen Kirche von Westfalen bestand vor 1800 aus einer Vielzahl von eigenständigen Territorien, die im Laufe der Geschichte mehrmals ihre Grenzen veränderten und zum Teil schon sehr früh die Reformation einführten. Den größten Anteil am Gebiet hatten das Kurfürstentum Köln (mit dem Herzogtum Westfalen und dem Vest Recklinghausen), die Hochstifte Münster, Paderborn und Minden, die Grafschaft Mark (Reformation ab 1524), die Grafschaft Ravensberg (Reformation ab 1541) und die Grafschaft Nassau-Siegen. Die geistlichen Territorien blieben im 16. Jahrhundert bis auf Minden katholisch, während in den meisten weltlichen Herrschaften der protestantische Glaube maßgeblich wurde. Hier war die lutherische Lehre vorherrschend, doch gab es auch reformierte Gebiete, vor allem das Siegerland, die Wittgensteiner Grafschaften sowie die Grafschaft Tecklenburg. Eine prägende Rolle für die Einführung der Reformation gewannen für ihr jeweiliges Umland viele der größeren Städte, so etwa Minden, Herford, Soest, Höxter und Dortmund.
Mark, Ravensberg und Minden kamen im 17., Tecklenburg im 18. Jahrhundert zu Brandenburg-Preußen, weitere Gebiete erhielt das Königreich Preußen nach dem Reichsdeputationshauptschluss 1803 bzw. (nach der Zeit der französischen Herrschaft) nach dem Wiener Kongress 1815. Danach bildete Preußen aus seinen Gebieten im westfälischen Raum die Provinz Westfalen mit der Hauptstadt Münster.
In dieser Zeit entstanden auch die kirchlichen Verwaltungsstrukturen der Provinz Westfalen. Als zentrale kirchliche Verwaltungsbehörde wurde das Konsistorium in Münster errichtet. Summus episcopus („oberster Bischof“) für die evangelischen Kirchen in Preußen und damit auch in der Kirchenprovinz Westfalen war der preußische König. 1817 rief König Friedrich Wilhelm III. aus Anlass des dreihundertjährigen Jubiläums der Reformation zu einer Union der Gemeinden lutherischen und reformierten Bekenntnisses, zu gemeinsamem Gottesdienst und zur Feier des Abendmahls in einheitlicher Form auf. An zahlreichen Orten, an denen es reformierte und lutherische Gemeinden gab, schlossen diese im Laufe der folgenden Jahre Unionsverträge ab und vereinigten sich so nicht nur gottesdienstlich, sondern auch juristisch. Zu einem Charakteristikum der Union in Preußen sollte es werden, dass es hier (anders als beispielsweise in Nassau und in Baden) trotz mehrfacher Anläufe nicht gelang, eine Lehreinheit des lutherischen und des reformierten Bekenntnisses zu formulieren; vielmehr wurde den einzelnen Kirchengemeinden ausdrücklich zugesichert, dass ihr Bekenntnisstand durch den Beitritt zur Union nicht angetastet und verändert würde.
Somit entstand innerhalb des Staates Preußen in den Grenzen von 1815 eine unierte evangelische Landeskirche, die „Evangelische Kirche in Preußen“, die bis zu ihrer faktischen Umwandlung in einen Kirchenverbund 1945 mehrmals ihren Namen änderte; zuletzt bezeichnete sie sich seit 1922 als Evangelische Kirche der altpreußischen Union. Die preußische Landeskirche umfasste vor 1921 die folgenden Kirchenprovinzen: Brandenburg (mit Berlin), Ostpreußen, Pommern, Posen, Rheinland (mit Hohenzollern), Sachsen, Schlesien, Westpreußen und Westfalen. In jeder Kirchenprovinz bestand somit ein Provinzialkonsistorium (in einigen auch zwei), das für die Verwaltung der Kirche zuständig war. In Westfalen war dieses in Münster ansässig. Die Funktion des Konsistorialpräsidenten übte anfangs der Oberpräsident der Provinz Westfalen in Personalunion aus; erst Jahre später wurde ein eigenständiger Konsistorialpräsident eingesetzt.
1818 wurde die Kirchenprovinz in 16 Kirchenkreise (nach damaligem Sprachgebrauch Diözesen oder Synoden) aufgeteilt, in denen die (bislang getrennten Aufsichtsbezirken unterstehenden) lutherischen und reformierten Gemeinden zusammengefasst waren. 1819 tagte in Lippstadt die erste gesamtwestfälische Synode, die mit ihren Vorschlägen für einen Erhalt der vor allem in der Grafschaft Mark seit mehr als 100 Jahren üblichen   presbyterial-synodalen Ordnung jedoch kein Gehör fand. Wie im restlichen Preußen üblich, war das Konsistorium für die Kirchenverwaltung zuständig. 
Am 5. März 1835 erhielt die Provinzialkirche zusammen mit der Kirchenprovinz Rheinland eine Kirchenordnung. Durch sie wurden auf Ebene der Kirchenkreise und der Provinzialkirche Synoden geschaffen, die aus Laien und Geistlichen zusammengesetzt waren und von einem Präses geleitet wurden; an dem Vorrang des Konsistoriums änderte sich jedoch nichts. Der Rheinisch-Westfälischen Kirchenordnung wurden 1855 drei sogenannte Bekenntnisparagraphen vorangestellt, die das Miteinander und Nebeneinander der Kirchengemeinden lutherischen, reformierten und unierten Bekenntnisses beschrieben, so dass trotz der Union die einzelnen Gemeinden ihre jeweilige Bekenntnisbindung behielten. Die kirchliche Leitung und Verwaltung wurde aber durch dieselben Institutionen wahrgenommen – das Konsistorium in Münster und die Superintendenten der Kreisgemeinden (Kirchenkreise). Das in anderen Teilen Preußens bereits 1828 geschaffene Amt eines Generalsuperintendenten (geistlicher Leiter der Provinzialkirche) wurde in Westfalen und dem Rheinland erst 1836 erstmals besetzt.
1850 wurde als oberste Kirchenbehörde für die preußische Landeskirche der Evangelische Oberkirchenrat (EOK) in Berlin eingerichtet. Die 1866 neu zu Preußen hinzugekommenen Provinzen behielten ihre eigene kirchliche Leitung und Verwaltungen und wurden nicht in die preußische Unionskirche eingegliedert. Nach 1874 nannte sich die Kirche „Evangelische Landeskirche der älteren Provinzen Preußens“.
Nach dem Ersten Weltkrieg entfiel mit dem Ende der Monarchie das landesherrliche Kirchenregiment. Die preußische Landeskirche formte entsprechend ihre Leitungsstrukturen um. Die Verfassungsurkunde der „Evangelischen Kirche der altpreußischen Union“ von 1922 sah eine Leitung der Landeskirche durch Generalsynode und Kirchensenat (dem neben den Generalsuperintendenten auch der Präsident des Evangelischen Oberkirchenrats in Berlin angehörte) vor. Für die westfälische Provinzialkirche erlangten nun die Provinzialsynode und der Provinzialkirchenvorstand die Leitungsgewalt – bei Wahrung besonderer Rechte des Generalsuperintendenten, des Konsistorialpräsidenten und des Präses der Provinzialsynode. Eine entsprechende Überarbeitung der Rheinisch-Westfälischen Kirchenordnung wurde am 6. November 1923 verabschiedet; sie trat am 1. Dezember 1924 in Kraft.
Unter dem Nationalsozialismus galt die westfälische Provinzialkirche als eine der wenigen „intakten Kirchen“, in denen die Deutschen Christen keinen entscheidenden Einfluss von Dauer gewinnen konnten. Nur kurzzeitig gab es an ihrer Spitze mit Bruno Adler von den Deutschen Christen einen Bischof mit Sitz in Münster.
Nach dem Zweiten Weltkrieg bzw. nach Auflösung des Staates Preußen 1947 wurden die noch verbliebenen sechs alten Kirchenprovinzen Preußens zu selbständigen Landeskirchen. Sie traten alle der „Evangelischen Kirche in Deutschland“ EKD bei.
Für die westfälische Provinzialkirche (ab 13. Juni 1945: „Evangelische Kirche von Westfalen“) wurde am 1. Dezember 1953 eine neue Kirchenordnung beschlossen, die zum 1. April 1954 in Kraft trat. Die drei bisherigen Spitzenämter der Provinzialkirche wurden nun im Amt des Präses gebündelt; erster Amtsinhaber des Präsesamts neuen Zuschnitts war Karl Koch, der schon 1927–1934 Präses der Provinzialsynode gewesen war und – nach deren deutschchristlicher Auflösung – 1934–1945 als Präses der Bekenntnissynode vorgestanden hatte. Das Konsistorium wurde von Münster nach Bielefeld verlegt; als neue Bezeichnung wählte man Landeskirchenamt. Für dieses wurde ein Neubau am Altstädter Kirchplatz in Bielefeld errichtet, der am 26. April 1956 eingeweiht wurde.
Die frühere Evangelische Kirche der altpreußischen Union wurde durch eine Abmachung am Rande der Kirchenversammlung von Treysa am 31. August 1945 umgeformt zu einem bloßen Verbund von Gliedkirchen, der 1951 eine neue Grundordnung bekam und der sich 1953 – auf Druck der DDR-Regierung – gezwungen sah, die Bezeichnung „altpreußisch“ aus seinem Namen zu streichen und hinfort nur noch als „Evangelische Kirche der Union“ (EKU) zu firmieren; auch diese gehörte der EKD an. Die EKU schloss sich 2003 mit weiteren Landeskirchen aus der Arnoldshainer Konferenz zur „Union Evangelischer Kirchen“ (UEK) zusammen, deren Kirchenkanzlei seit 2008 nicht mehr in Berlin besteht, sondern sich als Kirchenamt in Hannover befindet und unmittelbar mit der EKD verbunden ist.
Während des Zweiten Weltkriegs hatten ausgebildete Theologinnen zum Militärdienst eingezogene Pfarrer vertreten, aber nach 1945 wurden sie wieder aus dem Pfarramt verdrängt. Wie in anderen Landeskirchen der EKD hatten Frauen zunächst nur die Möglichkeit, als Vikarin am Dienst der Verkündigung an Frauen und Kindern mitzuwirken. Ab 1964 konnten Frauen als Pastorinnen ordiniert werden und Pfarrstellen bekleiden, waren aber zur Ehelosigkeit verpflichtet. Die volle rechtliche Gleichstellung mit ihren männlichen Kollegen erreichten sie 1974.
In der Evangelischen Kirche von Westfalen wurde 2013 die Segnung und im November 2019 die Trauung gleichgeschlechtlicher Paare erlaubt.
Die Suche nach einem Nachfolger für Annette Kurschus als Präses, die sich im November 2023 zurückgezogen hatte, zog sich lange hin. Erst im zweiten Anlauf im Februar 2025 benannte der Nominierungsausschuss Adelheid Ruck-Schröder, zu dem Zeitpunkt Regionalbischöfin im Sprengel Hildesheim-Göttingen der Hannoverschen Landeskirche. Sie wurde im März 2025 von der Landessynode gewählt und am 15. Juni 2025 in ihr neues Amt eingeführt.

## Leitung
An der Spitze der Evangelischen Kirche von Westfalen steht der Präses, der von der Landessynode auf acht Jahre gewählt wird. Mit der Vollendung seines 65. Lebensjahres tritt der Präses in der Regel in den Ruhestand. Der Präses ist geistlicher und juristischer Leiter der Kirche sowie Vorsitzender der Landessynode.
Vor 1948 gab es drei Ämter in der Kirchenleitung: einen Generalsuperintendenten als geistlichen Leiter, einen Präsidenten des Konsistoriums als juristischen Leiter und den Präses als Vorsitzenden der Synode.
Geistliche Leiter der Evangelischen Kirche in Preußen waren also Generalsuperintendenten, von denen es in ganz Preußen insgesamt zwölf gab. Das Amt des Generalsuperintendenten wurde kurz nach der Reformation eingeführt, später wieder aufgelöst und dann erst 1828 erneut eingeführt. In Westfalen konnte der erste Generalsuperintendent jedoch erst 1835 nach Verabschiedung der Kirchenordnung sein Amt antreten.
Nach Wegfall des landesherrlichen Kirchenregiments 1918 bildeten Generalsuperintendent, Präsident des Konsistoriums und Präses die Kirchenleitung der westfälischen Provinzialkirche. Nach Auflösung des Staates Preußen im Jahre 1947 wurde die westfälische Provinzialkirche formell selbständig und das neue Amt des Präses eingeführt, der nunmehr alle drei bisherigen Ämter in einer Person vereinigt.

### Konsistorialpräsidenten

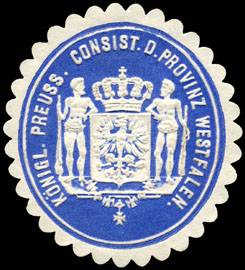
Siegelmarke des westfälischen Konsistoriums, seinerzeit in Münster (Westf)

Ab 1948 übernahm der Präses das Amt des Konsistorialpräsidenten.
1815–1844: Ludwig Freiherr von Vincke, Oberpräsident der Provinz Westfalen
1845–1846: Eduard von Schaper, Oberpräsident der Provinz Westfalen
1846–1850: Eduard Heinrich von Flottwell, Oberpräsident der Provinz Westfalen
1850–1871: Franz von Duesberg, Oberpräsident der Provinz Westfalen (Tatsächlich führten jedoch die Generalsuperintendenten Graeber und Wiesmann die Amtsgeschäfte.)
1871–1891: Karl Friedrich Hering, Konsistorialpräsident
1892–1898: Karl von Westhoven, Konsistorialpräsident
1898–1905: Hermann August Wilhelm Stockmann, Konsistorialpräsident
1905–1923: Günther von Sydow, Konsistorialpräsident
1925–1933: Gottfried Bartels, Konsistorialpräsident
1936–1948: Kurt Gerhard Thümmel, Konsistorialpräsident (1936–1938 kommissarisch)

### Generalsuperintendenten
Das Amt wurde erst 1836 geschaffen. Ab 1948 übernahm der Präses das leitende geistliche Amt der Landeskirche.
1836–1846: Wilhelm Johann Gottfried Ross
1846–1856: Franz Friedrich Graeber
1857–1883: Franz Julius Wiesmann
1883–1905: Johannes Friedrich Ferdinand Gustav Nebe
1905–1930: Christian Heinrich Wilhelm Zoellner
1931–1934/1944: Wilhelm Weirich (ab 1936 übernahmen Präses Karl Koch für die nichtdeutschchristlich orientierten Gemeinden und Pfarrer und der Münsteraner Pfarrer Walter Fiebig für die deutschchristlich ausgerichteten Pfarrer und Gemeinden jeweils das Amt der Geistlichen Leitung)

### Bischof
1933–1936: Bruno Adler
Als Leiter der Deutschen Christen in Westfalen wurde Bruno Adler vom Kirchensenat der Westfälischen Provinzialkirche zu deren erstem (und einzigem) Bischof mit dem Titel „Bischof von Münster“ ernannt. Infolge des Widerstandes der Bekennenden Kirche gegen seine Amtsführung wurde er 1936 vom Provinzialkirchenausschuss abberufen.

### Präsides
Bis 1934 (1945) war der Präses Vorsitzender der Provinzialsynode. Seit 1945 (zunächst vorläufig auf Grundlage der Treysaer Konferenz vom August 1945, endgültig bestätigt durch die Kirchenordnung von 1953) ist er nicht nur Vorsitzender der Landessynode, sondern auch der Kirchenleitung und des Landeskirchenamtes; zugleich nimmt er seitdem auch die Aufgaben des früheren Amtes des Generalsuperintendenten wahr und übt damit das „Hirtenamt“ in der Landeskirche aus. 2012 wurde erstmals eine Frau in dieses Amt gewählt.

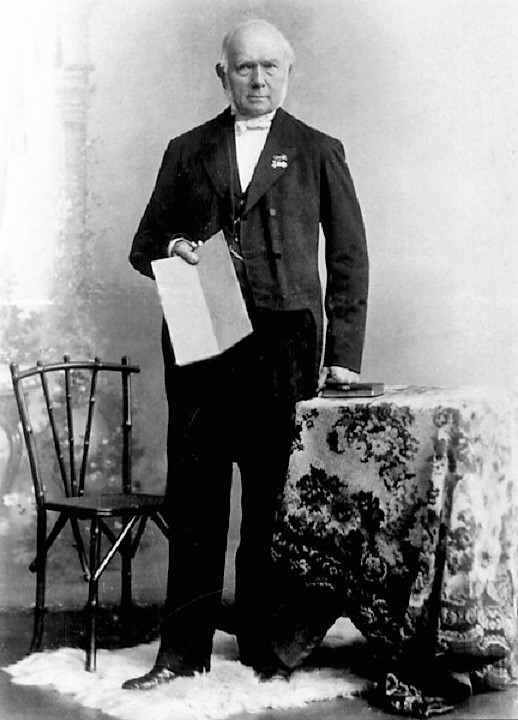
Präses Ludwig Polscher (1900)

1819: Bernhard Christoph Ludwig Natorp (Provinzialsynode in Lippstadt)
1821–1824: Wilhelm Bäumer (märkische Gesamtsynode)
1825–1828: Johann Friedrich Wilhelm Wulfert (märkische Gesamtsynode)
1829–1831: Wilhelm Bäumer (märkische Gesamtsynode)
1831–1834: Christian Nonne (märkische Gesamtsynode)
1834–1835: Jakob von der Kuhlen (märkische Gesamtsynode)
1835–1841: Christian Nonne
1841–1843: Bernhard Jacobi
1844–1874: Wilhelm Diedrich Albert
1874–1902: Ludwig Polscher
1902–1914: Friedrich König
1914–1927: Heinrich Kockelke
1927–1949: Karl Koch (bis 1934 Präses der Provinzialsynode, 1934–1945 der Bekenntnissynode, ab 1945 der Landessynode)
1949–1968: Ernst Wilm
1969–1977: Hans Thimme
1977–1985: Heinrich Reiß
1985–1996: Hans-Martin Linnemann
1996–2004: Manfred Sorg
2004–2012: Alfred Buß
2012–2023: Annette Kurschus
2025–0000: Adelheid Ruck-Schröder

## Landessynode
Als Parlament hat die Landeskirche eine Landessynode. Deren Mitglieder, die Synodalen, werden auf vier Jahre von den Kreissynoden entsandt. Die Aufgabe der Synode ist ähnlich wie die von politischen Parlamenten. Vorsitzender der Synode ist der Präses, seit 1948 gleichzeitig leitender Geistlicher der Landeskirche sowie Leiter des Landeskirchenamts (ehemals Konsistorium) in Bielefeld.

## Bekenntnisstand
Die Evangelische Kirche von Westfalen vereint als unierte Kirche Gemeinden lutherischen, reformierten und unierten Bekenntnisstandes.

## Verwaltung

### Kirchenleitung

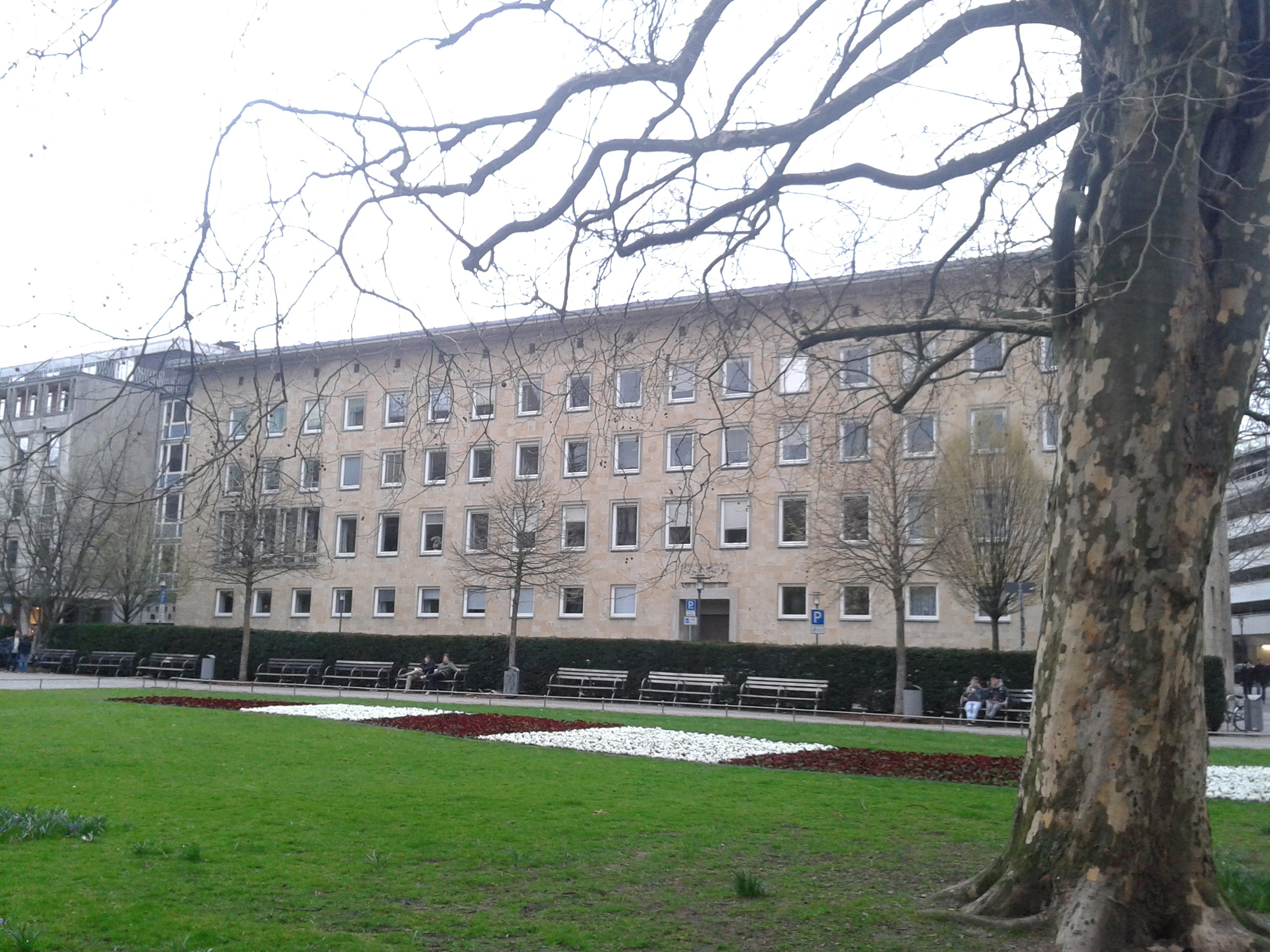
Landeskirchenamt in Bielefeld

Der Präses hat den Vorsitz der auf acht Jahre gewählten Kirchenleitung („Regierung“ der Kirche), die im Auftrag der Landessynode die Kirche leitet. Der Amtssitz des Präses und der Kirchenleitung befindet sich am Sitz des Landeskirchenamtes in Bielefeld. Der Kirchenleitung gehören neben dem Präses selbst noch 17 weitere Mitglieder an. Sieben Mitglieder sind hauptamtliche Mitglieder der Kirchenleitung (Präses, Vizepräsidenten, Oberkirchenräte als Leiter von Dezernaten), und elf Mitglieder sind nebenamtlich tätig.

### Landeskirchenamt
Der Präses ist Vorsitzender des Landeskirchenamtes. Neben ihm stehen der theologische Vizepräsident als Vertreter des Präses, seit 2018 Ulf Schlüter (der die Landeskirche auch während der Vakanz des Präsesamtes 2023 bis 2025 interimistisch leitete), und der juristische Vizepräsident und Finanzdezernent, seit 2016 Arne Kupke, an der Spitze des Amtes.
Das Landeskirchenamt gliedert sich in eine Präsidialabteilung, sechs Dezernatsgruppen, denen die Dezernate und Referate zugeordnet sind, sowie in weitere Bereiche. Die Behörde hat rund 260 Mitarbeiter.
Als Landeskirchenamt wird auch das Kollegium bezeichnet, das im Auftrag der Kirchenleitung die laufenden Geschäfte führt. Dem Gremium gehören unter Vorsitz des Präses die beiden Vizepräsidenten und weitere Dezernenten an.

## Aufbau
Die Landeskirche ist als Organisation von unten nach oben wie folgt aufgebaut:
An der Basis stehen die Kirchengemeinden als Körperschaften des öffentlichen Rechts mit gewählten Leitungsorganen, den Presbyterien. Deren gewählte Mitglieder heißen Presbyter bzw. Presbyterinnen. Dem Presbyterium einer Kirchengemeinde gehören auch deren Pfarrer an.
Mehrere Kirchengemeinden bilden zusammen einen Kirchenkreis, der die mittlere Ebene im dreistufigen Aufbau der Landeskirche bildet (in der staatlichen Verwaltung einem Landkreis vergleichbar), an dessen Spitze ein Superintendent steht. Die Kirchenkreise sind ebenfalls Körperschaften des öffentlichen Rechts und haben als Leitungsorgane die Kreissynode, deren Mitglieder von den Presbyterien der zugehörigen Kirchengemeinden entsandt werden, sowie den Kreissynodalvorstand.
Die Kirchenkreise bilden die Landeskirche (in der staatlichen Verwaltung dem Bundesland vergleichbar). Eine weitere Stufe zwischen den Kirchenkreisen und der Landeskirche, die es in einigen anderen Landeskirchen gibt und die in etwa den Regierungsbezirken der staatlichen Verwaltung entspricht, gibt es in der westfälischen Landeskirche nicht.

### Die 26 Kirchenkreise
1818 wurden im Bereich der Kirchenprovinz Westfalen 16 Kirchenkreise (nach damaligem Sprachgebrauch Diözesen oder Synoden) errichtet. Wegen des Bevölkerungswachstums wurden in den nächsten 150 Jahren Kirchenkreise geteilt bzw. neu errichtet, so dass 1964 die Höchstzahl von 33 erreicht wurde. Seit dem Jahr 2000 ist die Zahl wieder rückläufig, da wegen der sinkenden Mitgliederzahlen Kirchenkreise zusammengelegt wurden. So entstand 2000 der Kirchenkreis Lüdenscheid-Plettenberg durch die Wiedervereinigung der Kirchenkreise Lüdenscheid und Plettenberg, 2014 der Kirchenkreis Dortmund durch die Wiedervereinigung der vier (zeitweise fünf) Kirchenkreise im Bereich der Städte Dortmund und Lünen, 2019 der Kirchenkreis Soest-Arnsberg durch die Wiedervereinigung der Kirchenkreise Soest und Arnsberg und 2023 der Kirchenkreis Siegen-Wittgenstein durch die Fusion der Kirchenkreise Siegen und Wittgenstein.
| Bezeichnung                                 | Sitz           |
| ------------------------------------------- | -------------- |
| Kirchenkreis Bielefeld                      |                |
| Kirchenkreis Bochum                         |                |
| Kirchenkreis Dortmund                       |                |
| Kirchenkreis Gelsenkirchen und Wattenscheid | Gelsenkirchen  |
| Kirchenkreis Gladbeck-Bottrop-Dorsten       | Gladbeck       |
| Kirchenkreis Gütersloh                      |                |
| Kirchenkreis Hagen                          |                |
| Kirchenkreis Halle                          | Gütersloh      |
| Kirchenkreis Hamm                           |                |
| Kirchenkreis Hattingen-Witten               | Witten         |
| Kirchenkreis Herford                        |                |
| Kirchenkreis Herne                          |                |
| Kirchenkreis Iserlohn                       |                |
| Kirchenkreis Lübbecke                       |                |
| Kirchenkreis Lüdenscheid-Plettenberg        | Lüdenscheid    |
| Kirchenkreis Minden                         |                |
| Kirchenkreis Münster                        |                |
| Kirchenkreis Paderborn                      |                |
| Kirchenkreis Recklinghausen                 |                |
| Kirchenkreis Schwelm                        |                |
| Kirchenkreis Siegen-Wittgenstein            | Siegen         |
| Kirchenkreis Soest-Arnsberg                 | Soest          |
| Kirchenkreis Steinfurt-Coesfeld-Borken      | Steinfurt      |
| Kirchenkreis Tecklenburg                    | Lengerich      |
| Kirchenkreis Unna                           |                |
| Kirchenkreis Vlotho                         | Bad Oeynhausen |

### Kirchengemeinden
Die 26 Kirchenkreise umfassen 442 Kirchengemeinden (Stand: 31. Dezember 2023). Deren Zahl war bei Bildung der Landeskirche deutlich geringer. Im Laufe der folgenden Jahre erhöhte sie sich zeitweilig auf über 620, weil v. a. in Städten durch Zuzüge die Kirchengemeinden so groß wurden, dass man sie aufteilte und damit neue Kirchengemeinden entstanden. In jüngerer Zeit nimmt die Zahl der Kirchengemeinden wieder ab, weil der Ressourcenrückgang (Gemeindegliederzahlen, Finanzmittel) Zusammenlegungen notwendig macht.

## Tagungsstätten und Einrichtungen
Das Haus Villigst, ein klassizistisches Gutshaus in Schwerte ist die zentrale Bildungs- und Begegnungsstätte der EKvW und zudem der Sitz von mehreren zentralen Einrichtungen:
- Pädagogisches Institut mit Medienzentrum
- Amt für Jugendarbeit
- Institut für Aus-, Fort- und Weiterbildung
- Institut für Kirche und Gesellschaft
- Evangelische Akademie Villigst

Auch das für ganz Deutschland zuständige Evangelische Studienwerk Villigst hat hier seinen Sitz.
Das Haus Landeskirchlicher Dienste in Dortmund ist ebenfalls ein Tagungszentrum und Sitz einiger landeskirchlicher Ämter und Einrichtungen:
- Werkstatt Bibel
- Von Cansteinsche Bibelanstalt in Westfalen
- Institut für Gemeindeentwicklung und missionarische Dienste (bis 2018 Amt für missionarische Dienste) der Evangelischen Kirche von Westfalen[21]
- Amt für Mission, Ökumene und kirchliche Weltverantwortung
- Evangelisches Erwachsenenbildungswerk Westfalen und Lippe e. V.
- EKD – Zentrum Mission in der Region

## Gesangbücher
Die Gemeinden der Evangelischen Kirche von Westfalen singen bzw. sangen in den letzten Jahrzehnten vor allem aus folgenden Gesangbüchern:
- Evangelisches Gesang-Buch. Herausgegeben nach den Beschlüssen der Synoden von Jülich, Cleve, Berg und von der Grafschaft Mark. Sam. Lucas, Elberfeld 1835 (Digitalisat).
- Christliches Gesangbuch für die evangelischen Gemeinden des Fürstentums Minden und der Grafschaft Ravensberg. Bethel b. Bielefeld 1898 (Digitalisat).
- Evangelisches Gesangbuch für Rheinland und Westfalen. Crüwell, Dortmund 1883 (Digitalisat).
- Evangelisches Gesangbuch für Rheinland und Westfalen (mit dem Stammteil Die Lieder des Deutschen Evangelischen Gesangbuches nach den Beschlüssen des Deutschen Evangelischen Kirchenausschusses). Crüwell, Dortmund 1929.
- Evangelisches Kirchengesangbuch, Ausgabe für die Landeskirchen Rheinland, Westfalen und Lippe. Bielefeld u. a. 1969.
- Evangelisches Gesangbuch, Ausgabe für die Evangelische Kirche im Rheinland, die Evangelische Kirche von Westfalen, die Lippische Landeskirche, in Gemeinschaft mit der Evangelisch-reformierten Kirche (Synode evangelisch-reformierter Kirchen in Bayern und Nordwestdeutschland), in Gebrauch auch in den evangelischen Kirchen im Großherzogtum Luxemburg. Gütersloh/Bielefeld/Neukirchen-Vluyn 1996.

### Darstellungen
- Bernd Hey: Die Kirchenprovinz Westfalen 1933–1945. Luther-Verlag, Bielefeld 1974, ISBN 3-7858-0199-8.
- Hertha Köhne: Die Entstehung der westfälischen Kirchenprovinz. Luther-Verlag, Witten 1974, ISBN 3-7858-0185-8.
- Wilhelm Heinrich Neuser: Evangelische Kirchengeschichte Westfalens im Grundriß. Luther-Verlag, Bielefeld 2002, ISBN 3-7858-0443-1.
- Jens Murken: Die evangelischen Gemeinden in Westfalen. Ihre Geschichte von den Anfängen bis zur Gegenwart. Bände 1–4. Luther-Verlag / Verlag für Regionalgeschichte, Bielefeld 2008–2020.